# Lijst van graven van Holland

Wapen van het huis der Gerulfingen (uit Holland)

Wapen van het huis Avesnes (graven van Henegouwen)

Wapen van het huis Wittelsbach (hertogen van Beieren)

Wapen van het huis Valois (hertogen van Bourgondië)

Wapen van het huis Habsburg (Filips de Schone en opvolgers)

De volgende graven regeerden over het graafschap Holland, tot ongeveer 1100 graafschap West-Frisia.

## Graven van Holland
Floris II was de eerste graaf die zich graaf "van Holland" mocht noemen, daarvoor werden zij 'Friese graven' (comes Fresonum) genoemd. Het graafschap Holland is gesticht door Floris II. Zijn voorouders waren wel graven, maar van graafschappen in West-Frisia. Zie voorts Lijst van heersers van Friesland § West-Frisia.
| Graaf | Periode         | Opmerkingen                                                                                   |
| --- | --------------- | --------------------------------------------------------------------------------------------- |
| | 885-1299        | Gerulfingen                                                                                   |
| Gerulf | ca. 885-ca. 889 |                                                                                               |
| Dirk I | ca. 916-ca. 928 | Zoon van Gerulf.                                                                              |
| Dirk II | ca. 970-988     | Zoon van Dirk I.                                                                              |
| Arnulf van Gent                                                                                                 | 988-993         | Zoon van Dirk II.                                                                             |
| Dirk III | 993-1039        | Zoon van Arnulf van Gent.                                                                     |
| - Lutgardis van Luxemburg                                                                                       | 993-1005        | Regentes en moeder van Dirk III.                                                              |
| Dirk IV | 1039-1049       | Zoon van Dirk III.                                                                            |
| Floris I | 1049-1061       | Broer van Dirk IV.                                                                            |
| Dirk V | 1061-1091       | Zoon van Floris I.                                                                            |
| - Geertruida van Saksen                                                                                         | 1061-1063       | Regentes en moeder van Dirk V.                                                                |
| - Robrecht de Fries                                                                                             | 1063-1070       | Regent en tweede echtgenoot van Geertruida van Saksen.                                        |
| Floris II van Holland                                                                                           | 1091-1122       | Zoon van Dirk V.                                                                              |
| Dirk VI van Holland                                                                                             | 1122-1129       | Zoon van Floris II, graaf van Holland.                                                        |
| - Petronilla van Lotharingen                                                                                    | 1122-1130       | Regentes en moeder van Dirk VI van Holland.                                                   |
| Floris de Zwarte                                                                                                | 1129-1131       | Tweede zoon van Floris II van Holland, graaf na opstand tegen zijn broer Dirk VI van Holland. |
| Dirk VI van Holland                                                                                             | 1131-1157       |                                                                                               |
| Floris III van Holland                                                                                          | 1157-1190       | Zoon van Dirk VI van Holland.                                                                 |
| Dirk VII van Holland                                                                                            | 1190-1203       | Zoon van Floris III van Holland.                                                              |
| Ada van Holland                                                                                                 | 1203-1213       | Dochter van Dirk VII van Holland; alleen in naam gravin.                                      |
| Willem I van Holland                                                                                            | 1203-1222       | Broer van Dirk VII van Holland.                                                               |
| Floris IV van Holland                                                                                           | 1222-1234       | Zoon van Willem I van Holland.                                                                |
| Willem II van Holland                                                                                           | 1234-1256       | Zoon van Floris IV van Holland; + Rooms koning (1248-1256).                                   |
| | ?               | Regent en oom: Willem.                                                                        |
| | ?               | Regent en oom: Otto, bisschop van Utrecht.                                                    |
| Floris V van Holland                                                                                            | 1256-1296       | Zoon van Willem II van Holland.                                                               |
| | ?               | Regent en oom: Floris de Voogd.                                                               |
| Jan I van Holland                                                                                               | 1296-1299       | Zoon van Floris V van Holland.                                                                |
| - Jan van Renesse                                                                                               | 1296-1297       | Regent van Jan I van Holland.                                                                 |
| - Wolfert I van Borselen                                                                                        | 1297-1299       | Regent van Jan I van Holland.                                                                 |
| - Jan II van Avesnes                                                                                            | 1299-1299       | Regent van Jan I van Holland.                                                                 |
| | 1299-1351       | Huis Avesnes (Henegouws huis)                                                                 |
| Jan II van Avesnes                                                                                              | 1299-1304       | Kleinzoon van Floris IV van Holland; + graaf van Henegouwen.                                  |
| Willem III de Goede                                                                                             | 1304-1337       | Zoon van Jan II van Avesnes; + graaf van Henegouwen.                                          |
| Willem IV van Holland                                                                                           | 1337-1345       | Zoon van Willem III de Goede; + graaf van Henegouwen.                                         |
| Margaretha II van Henegouwen                                                                                    | 1345-1354       | Zuster van Willem IV van Holland; + gravin van Henegouwen.                                    |
| | 1354-1433       | Huis Wittelsbach (Beiers huis).                                                               |
| Willem V van Beieren                                                                                            | 1349-1358       | Zoon van Margaretha van Henegouwen; + graaf van Henegouwen en hertog van Beieren-Straubing.   |
| Albrecht van Beieren                                                                                            | 1358-1404       | Broer van Willem V van Beieren; + graaf van Henegouwen en hertog van Beieren-Straubing.       |
| Willem VI van Oostervant                                                                                        | 1404-1417       | Zoon van Albrecht van Beieren; + graaf van Henegouwen en hertog van Beieren-Straubing.        |
| Jacoba van Beieren                                                                                              | 1417-1433       | Dochter van Willem VI van Oostervant; + gravin van Henegouwen.                                |
| | 1418-1425       | Jan III: door keizer Sigismund aangewezen.                                                    |
| | 1428            | Jacoba moest (de Zoen van Delft) haar gewesten afdragen aan de Bourgondiërs.                  |
| | 1433-1482       | Huis Valois (Bourgondisch huis)                                                               |
| Filips de Goede                                                                                                 | 1433-1467       |                                                                                               |
| Karel de Stoute                                                                                                 | 1467-1477       | Zoon van Filips de Goede.                                                                     |
| Maria van Bourgondië                                                                                            | 1477-1482       | Dochter van Karel de Stoute.                                                                  |
| | 1482-1581       | Huis Habsburg                                                                                 |
| Filips de Schone                                                                                                | 1482-1506       | Zoon van Maria van Bourgondië.                                                                |
| - Maximiliaan van Oostenrijk                                                                                    | 1482-1494       | Regent en vader van Filips de Schone.                                                         |
| Karel V | 1506-1555       | Zoon van Filips de Schone.                                                                    |
| - Maximiliaan van Oostenrijk                                                                                    | 1506-1515       | Regent en grootvader van Karel V.                                                             |
| Filips II van Spanje                                                                                            | 1555-1581       | Zoon van Karel V; afgezet, zie Plakkaat van Verlatinghe.                                      |
| Filips II van Spanje                                                                                            | 1581-1598       | Pretendent, na afzetting.                                                                     |
| Albrecht van Oostenrijk en Isabella van Spanje als co-soevereinen                                               | 1598-1633       | Pretendenten, na schenking door Filips II.                                                    |
| Filips IV van Spanje                                                                                            | 1633-1648       | Pretendent, zoon van Filips III van Spanje.                                                   |
| In de Vrede van Münster van 1648 erkende Filips IV de Republiek der Verenigde Nederlanden als soevereine staat. |                 |                                                                                               |
| Als opvolger van de graven                                                                                      | Periode         | Opmerkingen                                                                                   |
| Staten van Holland en West-Friesland                                                                            | 1581-1794       | De Staten oefenden feitelijk de grafelijke rechten uit.                                       |
| Na de Bataafse Revolutie in 1795 worden alle feodale rechten en adellijke titels afgeschaft.                    |                 |                                                                                               |

## Trivia
Aan het begin van de 20ste eeuw werd ook het vak 'Vaderlandse geschiedenis' op Nederlandse scholen onderwezen volgens de methode van het rijtjes instampen. En zo leerden de kinderen de namen van de graven van Hollandse Huis, in een strak metrum, als volgt uit hun hoofd: 
Dikkie Dikkie Arnout / Dikkie Dikkie Flo / Dikkie Flo / Dikkie Flo / Dikkie Ada Wimpie Flo / Wimpie Flo Jan I.
Gerulf, die pas vanaf het eind van de 19e eeuw algemeen als stamvader van het Hollandse Huis werd gezien, staat niet in dit rijtje. Ook de afwisseling Dirk VI - Floris de Zwarte - opnieuw Dirk VI komt in dit rijtje niet voor.